# Färöisches Übernahmegesetz
Das färöische Übernahmegesetz (färöisch Yvirtøkulóg) wurde am 4. April 2005 in Kopenhagen zwischen dem Staatsminister Anders Fogh Rasmussen und dem Løgmaður Jóannes Eidesgaard unterzeichnet. Es trat zum färöischen Nationalfeiertag, der Ólavsøka, am 29. Juli in Kraft.
In der Geschichte der Färöer hat es den größten Stellenwert seit dem Autonomiegesetz von 1948. Künftig haben die Färöer das Recht, alle Institutionen Dänemarks auf dem Archipel zu übernehmen, solange sie die bestehenden Arbeitsverhältnisse der Beamten und Angestellten respektieren, also diese übernehmen oder abfinden, und diese Institutionen selbst finanzieren.
Dieses Recht bestand schon vorher in dem Sinne, dass im konkreten Fall darüber verhandelt werden musste. Alleine die Übernahme des Rechts über die färöischen Bodenschätze 1992 bedeutete einen Schlussstrich unter 17 Jahre zäher Verhandlungen zwischen beiden Regierungen. Eine Zustimmung der dänischen Regierung in solchen Fällen ist seit dem neuen Übernahmegesetz nicht mehr erforderlich.
Gleichzeitig mit der Unterzeichnung dieses historischen Dokuments übernehmen die Färöer den Flughafen Vágar. Als weiterer Schritt erfolgte die Übernahme der evangelisch-lutherischen Bistums am 29. Juli 2007, womit die selbständige Färöische Volkskirche gegründet wurde.
Innerhalb einer Woche haben die Färöer zusammen mit dem Vertrag von Fámjin damit eine Annäherung an staatlichen Souveränität (fullveldi) vollzogen. Es blieb aber bei der Union mit Dänemark (rigsfælleskab). Von dem Übernahmegesetz sind daher ausgeschlossen:
- die Staatsverfassung Dänemarks;
- die Staatsbürgerschaft;
- das Oberste Gericht;
- die Außen- und Sicherheitspolitik;
- die Geldpolitik.

Bei den beiden letzten Punkten ist zu beachten, dass die Färöer seit dem Vertrag von Fámjin als gleichberechtigter Partner in der Außen- und Sicherheitspolitik angesehen werden. In allen dänischen Botschaften können sie Büros einrichten, und von einem etwaigen Beitritt Dänemarks zur Eurozone werden sie nicht betroffen sein, wenn sie die färöische Krone weiterhin behalten wollen.